# Cahokia
Cahokia é uma vila localizada no estado americano de Illinois, no Condado de St. Clair.

## Demografia
Segundo o censo americano de 2000, a sua população era de 16.391 habitantes. 
Em 2006, foi estimada uma população de 15.430, um decréscimo de 961 (-5.9%).

## Geografia
De acordo com o United States Census Bureau tem uma área de 
25,9 km², dos quais 24,9 km² cobertos por terra e 1,0 km² cobertos por água. Cahokia localiza-se a aproximadamente 125 m acima do nível do mar.

## Localidades na vizinhança
O diagrama seguinte representa as localidades num raio de 8 km ao redor de Cahokia. 